# Caridina lineorostris
Caridina lineorostris е вид десетоного от семейство Atyidae. Този вид е застрашен.

## Разпространение и местообитание
Видът е разпространен в Габон.
Обитава сладководни басейни и потоци.